# Almir Klica
Almir Klica (Servisch: Алмир Клица) is een Montenegrijns voetballer die speelt als aanvaller voor de Luxemburgse club Jeunesse Esch.

## Carrière
Klica speelde in de jeugd van de Luxemburgse club F91 Dudelange waar hij niet aan spelen toekwam. Daarom werd hij in 2018 uitgeleend aan Jeunesse Esch waar hij wel zijn profdebuut maakte. Na dat seizoen mocht hij transfervrij vertrekken en tekende een contract bij Jeunesse Esch.
1 Sommer ·
2 Mendes ·
3 C. de Sousa ·
4 Todorović  ·
5 Meddour ·
6 Fiorani ·
7 Klica ·
8 Duriatti ·
10 Deidda ·
11 Makota ·
12 Ivesic ·
14 Menessou ·
16 Kyereh ·
17 D. de Sousa ·
18 Lapierre ·
19 Rosa ·
20 D. Soares ·
21 Arslan ·
22 C. Soares ·
23 Steinbach ·
24 Kouamé ·
25 Brito ·
26 Fox ·
Boakye ·
Coach: Tosi